# Elmar Steurer

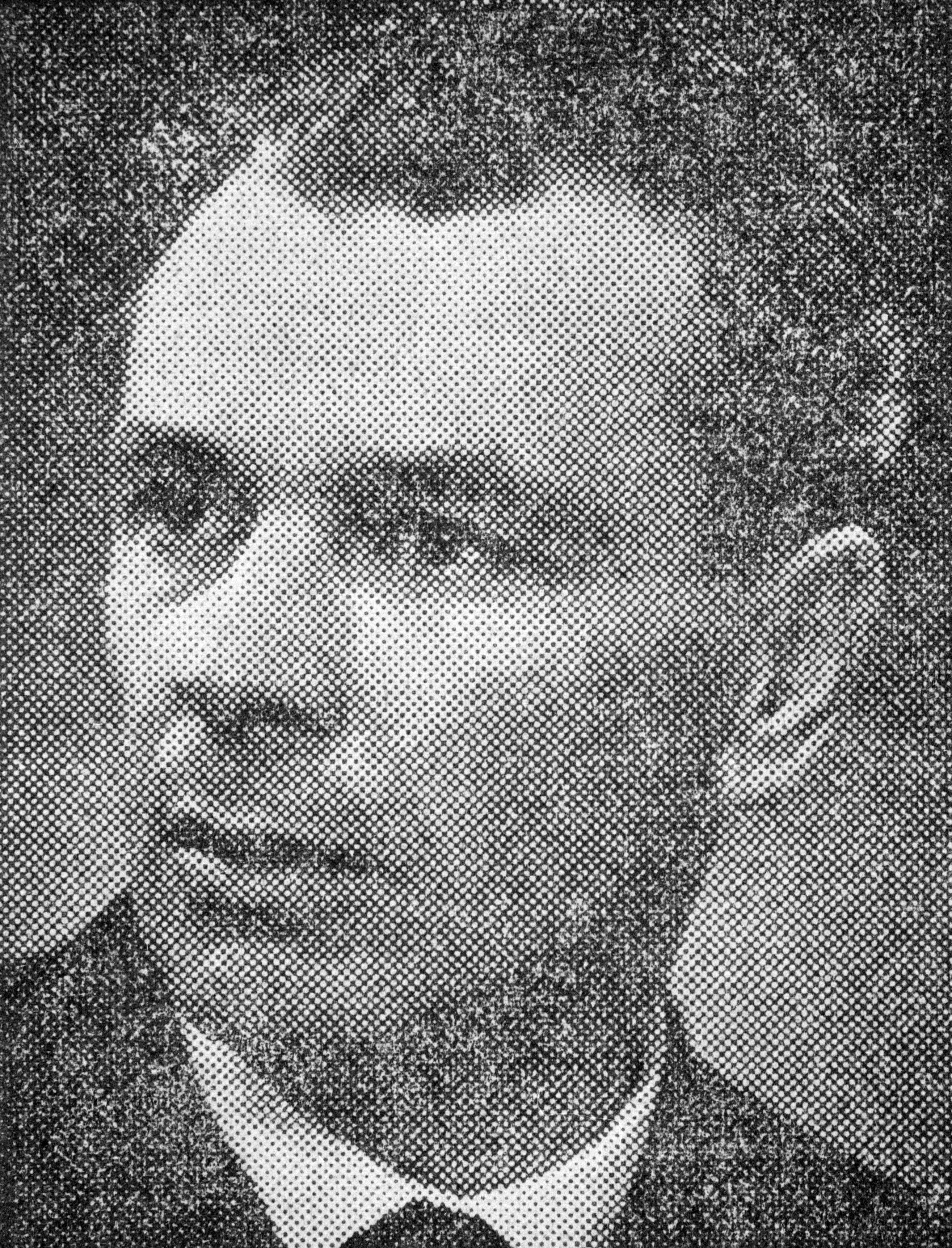
Elmar Steurer

Elmar Steurer (* 5. Juni 1924 in Bürs; † 28. Mai 2011 ebenda) war ein österreichischer Politiker (SPÖ) und Bediensteter der Österreichischen Bundesbahnen. Er war von 1964 bis 1976 Abgeordneter zum Vorarlberger Landtag und ab 1970 dessen 2. Landtagsvizepräsident sowie von 1959 bis 1971 Bürgermeister seiner Heimatgemeinde Bürs.

## Ausbildung und Beruf
Steurer absolvierte nach der Volksschule die Unterstufe eines Gymnasiums und besuchte in der Folge eine Handelsschule. Beruflich war er als Fahrdienstleiter bei den Österreichischen Bundesbahnen beschäftigt. Von mindestens 1966 bis 1968 war er am Befehlsbahnhof Bludenz als Bundesbahn-Oberrevident (Diensttitel für Gehaltsgruppe VIIa) beschäftigt. 1977 war er am Bahnhof Feldkirch Vorstand und Bundesbahn-Inspektor (Gehaltsgruppe VIII) eingesetzt, jedoch als Abgeordneter zum Vorarlberger Landtag enthoben.

## Politik
Steurer war am 3. Mai 1945 beim „Sturm auf die Kreisleitung“ der Nationalsozialistischen Deutschen Arbeiterpartei (NSDAP) in Bludenz beteiligt und trat in der Folge in die SPÖ ein, wobei er zwischen 1955 und 1975 der Gemeindevertretung von Bürs angehörte. Zudem hatte er zwischen dem 15. Dezember 1959 und dem 21. Jänner 1971 das Amt des Bürgermeisters von Bürs inne. Er war innerparteilich als Mitglied des Landesparteivorstandes sowie der Landesparteileitung der SPÖ Vorarlberg aktiv und engagierte sich in der SPÖ im Bezirk Bludenz als Mitglied der Bezirksparteileitung. Er wurde am 29. Oktober 1964 als Abgeordneter zum Vorarlberger Landtag angelobt und gehörte diesem bis zu seinem Mandatsverzicht am 21. November 1976 als Vertreter des Landtagswahlkreises Bludenz an. Am 24. Juni 1970 erfolgte seine Wahl zum 2. Landtagsvizepräsidenten, wobei er diese Funktion bis zu seinem Ausscheiden aus dem Landtag ausübte. Steurer war in verschiedenen Landtagsausschüssen aktiv, insbesondere im Finanzausschuss, Volkswirtschaftlichen Ausschuss, Landwirtschaftlichen Ausschuss und als stellvertretender Obmann des Energiepolitischen Ausschusses.
Steurer war auch Aufsichtsratsvorsitzender der Sonnenkopfseilbahn und von 1952 bis 1953 Obmann des Eis- und Stocksportklub Bürs.

## Privates
Steurer wurde als Sohn des ÖBB-Bediensteten Konrad Steurer und seiner Frau Monika geboren. Er heiratete am 20. April 1954 Frieda Stockinger aus Klösterle und wurde Vater von zwei Töchtern und einem Sohn, die zwischen 1955 und 1966 geboren wurden.

## Auszeichnungen
- Ehrenring der Gemeinde Bürs